# Villanueva de la Tercia
Villanueva de la Tercia es una localidad española, perteneciente al municipio de Villamanín, en la provincia de León y la comarca de La Tercia del Camino, en la Montaña Central, Comunidad Autónoma de Castilla y León.
Situado sobre el cauce del río Bernesga.
Los terrenos de Villanueva de la Tercia limitan con los de Millaró de la Tercia al noreste, Campo, Villanueva de Pontedo y Pontedo al este, Barrio de la Tercia y Golpejar de la Tercia al sureste, Villamanín de la Tercia y Ventosilla de la Tercia al sur, Rodiezmo de la Tercia, San Martín de la Tercia y Poladura de la Tercia al suroeste, Viadangos de Arbas al oeste y Busdongo y Camplongo de Arbas al noroeste.
Perteneció al antiguo Concejo de la Tercia del Camino.

## Etimología
El nombre de Villanueva se repite en los más dispersos puntos de la geografía, y está presente en la raíz de varios pueblos del municipio. No resulta conocida la fecha de fundación de esta ´Villa Nova´. Resulta, no obstante, seguro que no puede atribuirse al llamado rey repoblador de León, Fernando II, pues el reinado de este monarca va del año 1157 al 1188, mientras que un texto de la diplomática leonesa, ya lo cita, junto con Fontún y Ventosilla, en el año 1094:
"In Arbolio, Villa Nova…".
Durante mucho tiempo se denominó Villanueva del Camino, por ser punto de paso para la ruta a San Salvador de Oviedo.
Los topónimos del pueblo ofrecen, como es habitual, indicios históricos y descriptivos, como los siguientes:
´Las Tierras de Arbas´ (Las que pertenecieron a la Abadía).
´El Castillo´ (Alusivo a un probable torreón de vigilancia de paso).
´Fuentes Calientes´ (En la zona termal de la ´Fuente de Don Roque´, origen del Balneario, hoy cerrado.
´El Pielgo´ (Por el piélago = pozo del río).
Otros van en la línea esotérica, fastuosa, tan sorprendente en esta zona: ´Rincón del Exío´, ´Solcinto´, ´Borbuz´, o ´El Fuexio´... 
Villanueva de la Tercia (o del Camino) no desmiente su ubicación en la ruta del Norte, donde fue paso antiguo. Así lo corrobora su bello puente medieval, de estructuras gótica y románica, remodelado en el siglo XVIII, que presenta dos bóvedas de diez y cuatro metros de luz. Sirvió de alternativa a la antigua ruta romana, desde Buiza a Asturias. Hay quien aventura que el puente medieval se levantó sobre base romana. La diferencia no es pequeña, pues entre ambas etapas transcurrieron cerca de mil años, lo que no autoriza a confundirlas.  En todo caso, conviene atenerse a la descripción y comentarios sobre este puente que hacen los especialistas, en el libro titulado "Catálogo de Puentes anteriores a 1936", de José A. Fernández Ordóñez y otros, del Colegio de Ingenieros de Caminos, Canales y Puertos. 
Su comentario final es: "Un bello puente a rescatar para usos alternativos y digno de restauración y señalización".
Fue, asimismo, un indicador de su estratégica situación la existencia de un antiguo edificio del Portazgo (de piedra labrada), derribado hace pocos años. Era una especie de ´fielato´, donde se cobraba tributo por el paso del puente.
En Villanueva subsisten restos de desconocidos despoblados: Uno en la Vega Cimera (sobre la vía férrea), donde aparecen restos de tejas y otros materiales de construcción. El otro en La Congosta, donde hay ruinas aisladas de edificaciones que se habitaron hasta los años 30 del siglo XX, situadas cerca de Golpejar.
En la época moderna, con la reactivación del termalismo (que había sido intensivamente utilizado por los romanos), tuvo justa fama el Manantial de Caldas, de aguas termales bicarbonatadas cálcicas, llamada por el pueblo ´La Fuente Ana María´, y posteriormente ´Fuente de Don Roque´, que mana a la temperatura de 31°. En 1848, y a sus instancias, se creó el Balneario de Aguas Termales, al observar el médico de la zona que su caballo curaba de un asma pertinaz, después de beber varias veces sus aguas. Remitimos, de nuevo, a los especialistas, para la descripción de las propiedades de esta fuente, ver el libro "Las aguas minerales, termales y mineromedicinales de León", de E. Gómez y otros. 
El balneario tiene firmados en piedra la fecha y el origen de su moderna explotación, sobre una ventana del ala izquierda del edificio:
"SE HIZO AÑO DE 1848 CASA DE BAÑOS TERMALES FUENTES CALIENTES DE DON ROQUE AZEVEDO CIRUJANO DE ESTE AIUN TAMIENTº Y OBSERVADOR DE LAS VIRTUDES DE ESTAS AGUAS"
Fueron declaradas de utilidad pública mucho después, en 1928, cuando ya sus instalaciones estaban en apogeo. Luego sobrevino el abandono. El edificio, cerrado al público en el año 1990, tiene dos escudos nobiliarios en su fachada, seguramente trasladados desde otro lugar. Tres acacias añosas ensombrecen la fachada.
Hay otro escudo heráldico empotrado en una ventana, en la misma carretera.
De su época reciente hay que señalar dos edificios de gran prestancia: Son la Iglesia y la Escuela, espléndidas reconstrucciones de la posguerra, a cargo de ´Regiones Devastadas´, que parecen incluso desproporcionados a los habitantes de Villanueva. Son de piedra de sillería, y la iglesia es de una sola nave, con cuatro arcos fajones, un hermoso retablo, y una torre cuadrada con dos campanas del siglo XIX.